# Бистро Іван Федорович
Іван Федорович Бистро (18 січня 1921, Сумська область — 14 квітня 1953, Сумська область) — радянський військовослужбовець, навідник зброї 627 артилерійського полку 180-ї стрілецької дивізії. Повний кавалер ордена Слави.

## Біографія
Народився 18 січня 1921 року у селі Пекарі Конотопського району Сумської області у селянській родині. Українець. Закінчив 7 класів та фельдшерську школу. Працював фельдшером у селі Хмелів Роменського району Сумської області.
На службі у Червоній Армії з 1943 року. З вересня 1943 року брав участь у боях німецько-радянської війни.
Був заряджаючим гармати 627-го артилерійського полку. 29 лютого 1944 року при відбитті атаки супротивника за 18 кілометрів на північний захід від міста Звенигородка Черкаської області України знищив два автомобілі, тягач, п'ятнадцять возів.
В 1946 році був демобілізований. Жив у рідному селі Пекарі. Працював фельдшером. Помер 14 квітня 1953 року. Похований у селі Нижня Сироватка Сумської області України.

## Нагороди
Нагороджений орденами Слави 1-го, 2-го та 3-го ступеня.